# Tambucho

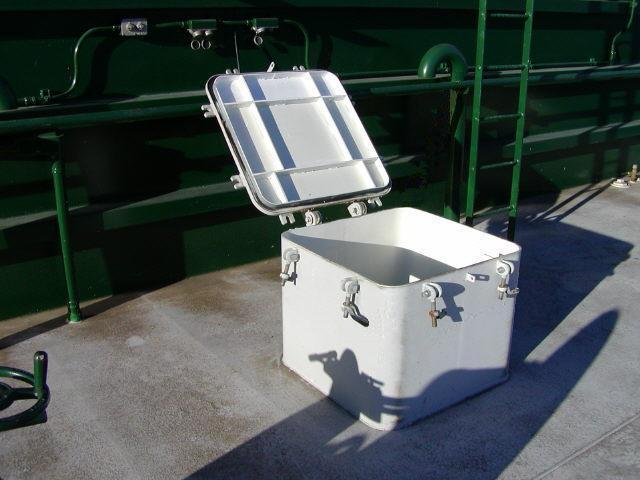
Tambucho.

En náutica, el tambucho es la abertura practicada en la cubierta para el acceso de personas a los espacios confinados del interior de un buque (bodegas, tanques de carga, pañoles).
Su construcción requiere un cierre estanco, junta de goma en el perímetro de la tapa y cierre con mariposas, como el que se muestra en la fotografía.
Las inspecciones periódicas para renovar los certificados de construcción de las embarcaciones requiere someter a estos cierres a pruebas de filtración.
Dado que toda abertura debilita la estructura, se construye una brazola perimetral cuyas dimensiones están en proporción a la superficie de paso practicada en la cubierta.
Véase también ángulo de inundación. 